# Ки-Уэст
Ки-Уэст (англ. Key West) — город на одноимённом острове в архипелаге Флорида-Кис, центр округа Монро штата Флорида.
Ки-Уэст — самый южный город континентальных штатов США. Среди 49 штатов (кроме штата Гавайи) это единственный город, где никогда не регистрировалась температура ниже 0°С.
Население города составляет 25,4 тыс. человек (2000) — примерно треть всего населения островов Флорида-Кис.
Климат в городе тропический, чётко разделён на два сезона — сухой и влажный.
Ки-Уэст — самая южная точка США (не считая Гавайев и Внешних Малых островов США), остров, находящийся в 150 км от Кубы и соединённый с материковой частью США переходом из островов и мостов длинной более 160 км. Самая длинная мостовая часть этого перехода — более 11 км. Ближайший крупный город — Майами. Отличительная особенность острова — собственный аэропорт.
Климат на острове примерно такой же, как и везде на побережье. Температура — около 30 °C.

## История
В доколумбовы времена в Ки-Уэсте жило племя каллуса. Первым европейцем был Хуан Понсе де Леон. Он прибыл сюда в 1521 году.
Первоначальное имя, которое испанские колонисты дали острову Ки-Уэст, — Cayo Hueso (испанское произношение: [ˈkaʝo ˈweso]). Испаноговорящие по сей день используют это название. Дословно оно означает «островок с костями», или «островок, покрытый (усыпанный) костями». Говорят, что остров был покрыт останками (костями) после индейского сражения.
Испанское слово сayo, т.е «мелкий песчаный островок» (слово, заимствованное, в свою очередь, из ныне мёртвого языка одного индейского племени) перешло со временем и в английский язык, приобретя там — по некоторому сходству звучания — форму «key» («ключ» по-английски), что в соединении с испанским словом hueso («кость») дало сочетание «костяной ключ».
Наиболее распространённая версия, почему название «костяной ключ» было изменено на «ключ западный», как дословно переводится с английского Ки-Уэст (Key West): это следствие ошибки. Испанское hueso [ˈweso] похоже на английское слово west [ˈwest]. По другим версиям, название произошло от того факта, что это самый западный из группы островов Флорида-Кис или что это самый западный из тех островов Флорида-Кис, на котором есть достаточные запасы пресной воды.
Когда власти США установили пограничный патруль на шоссе US1, связывающем архипелаг с материком, для борьбы с наркотиками и нелегальными иммигрантами, то власти города Ки-Уэст стали жаловаться на этот патруль, создающий огромные пробки на магистрали, мешающий путешественникам и туристам, но жалобы оставались без ответа. Тогда 23 апреля 1982 года мэр города Ки-Уэст Деннис Уардлоу объявил архипелаг независимой республикой, аргументировав это тем, что власти США устроили аналог пограничного пункта между ними и материком.

## География и климат

### География
Общая площадь, занимаемая городом, составляет 19,2 км², из которых на долю суши приходится 15,4 км².
Остров Ки-Уэст, как и большинство других островов Флориды-Кис, находится на границе между Атлантическим океаном и Мексиканским заливом. Течения в них различны. В Мексиканском заливе оно спокойнее и теплее, там растут морские травы. Пролив, соединяющий Мексиканский залив и Атлантический океан, называется Флоридским.

#### Самый южный город
Одной из главных достопримечательностей Ки-Уэста является модель буйка, сделанная из цемента. Вначале в этом месте была просто табличка, но её часто похищали. Поэтому в 1983 году был воздвигнут известный ныне монумент. Он ярко раскрашен и на нём выведена надпись: «Республика Конк/ До Кубы 90 миль/ Самая южная точка континентальных США/ Ки-Уэст, Флорида/ Там, где закат» («THE CONCH REPUBLIC/ 90 Miles to CUBA/ SOUTHERNMOST POINT CONTINENTAL U.S.A./ KEY WEST, FL/ Home of the Sunset»). Это одна из наиболее часто посещаемых и фотографируемых достопримечательностей Ки-Уэста.
На самом деле до Кубы 94 мили и это не самая южная точка континентальных США.
Окрестности «Малого Белого дома» президента Трумэна, находящиеся западнее этого монумента, — самая южная точка, но она ничем не отмечена, так как там находится военно-морская база США и туристы туда не допускаются.
Частные владения западнее монумента, пляж на землях, относящихся к «Малому Белому дому» президента Трумэна, форт Закари Тейлора также лежат южнее.
Самая южная точка, которую могут посетить туристы за небольшую плату, — пляж государственного парка.
Самая южная точка, которую можно посетить бесплатно, — пирс Уайт-Стрит. Среди достопримечательностей — маяк.

### Климат
Ки-Уэст считается единственным городом (city) Континентальных штатов, где никогда не бывает заморозков. Из-за близости Гольфстрима во Флоридском проливе, который находится примерно в 19 км к югу, юго-востоку, и смягчающего влияния Мексиканского залива на западе и севере, в Ки-Уэсте установился мягкий тропический морской климат. Температура в январе варьируется примерно от +19 °C до +24 °C. Здесь никогда не было зарегистрировано выпадение снега. Самая низкая температура была зарегистрирована на Ки-Уэсте 12 января 1886 года и 13 января 1881 (+5,0 °C). В июле средняя температура варьируется от +27 °C до +32 °C. Самая высокая температура была зарегистрирована 19 июля 1880 года и 26 августа 1956 года (+36,1 °C).
В Ки-Уэсте выделяют два сезона: сухой сезон и сезон дождей. С ноября по апрель обычно много солнца, в этот период выпадает менее 25 % годовых осадков. Период с мая по октябрь считается сезоном дождей, на это время приходится примерно 53 % годовых осадков. Ливни, дожди с грозами идут рано утром. В любом случае, Ки-Уэст характеризуется наименьшим выпадением осадков по сравнению с другими городами Флориды.
| Показатель                                  | Янв. | Фев. | Март | Апр. | Май  | Июнь  | Июль | Авг.  | Сен.  | Окт.  | Нояб. | Дек. | Год   |
| ------------------------------------------- | ---- | ---- | ---- | ---- | ---- | ----- | ---- | ----- | ----- | ----- | ----- | ---- | ----- |
| Абсолютный максимум, °C                     | 32   | 31   | 32   | 33   | 34   | 38    | 38   | 38    | 36    | 34    | 33    | 31   | 38    |
| Средний суточный максимум, °C               | 24,1 | 24,4 | 26,0 | 27,7 | 29,7 | 31,2  | 31,9 | 31,9  | 31,2  | 29,3  | 27,0  | 24,8 | 28,3  |
| Средняя температура, °C                     | 21,3 | 21,6 | 23,2 | 25,0 | 27,1 | 28,6  | 29,2 | 29,1  | 28,6  | 26,8  | 24,6  | 22,2 | 25,6  |
| Средний суточный минимум, °C                | 18,4 | 18,7 | 20,4 | 22,3 | 24,4 | 25,9  | 26,4 | 26,2  | 25,8  | 24,3  | 22,2  | 19,6 | 22,9  |
| Абсолютный минимум, °C                      | 5    | 7    | 8    | 9    | 13   | 18    | 20   | 20    | 18    | 15    | 9     | 7    | 5     |
| Норма осадков, мм                           | 56,4 | 38,4 | 47,2 | 52,3 | 88,4 | 116,1 | 83,1 | 137,2 | 138,4 | 110,2 | 67,1  | 54,4 | 989,1 |
| Источник: NOAA (1971-2000), HKO (1961-1990) |      |      |      |      |      |       |      |       |       |       |       |      |       |

## Морская железная дорога
С 1912 по 1935 год действовала уникальная Морская железная дорога по Мексиканскому заливу от полуострова Флорида до Ки-Уэста. Длина её была 248 километров.

## Галерея

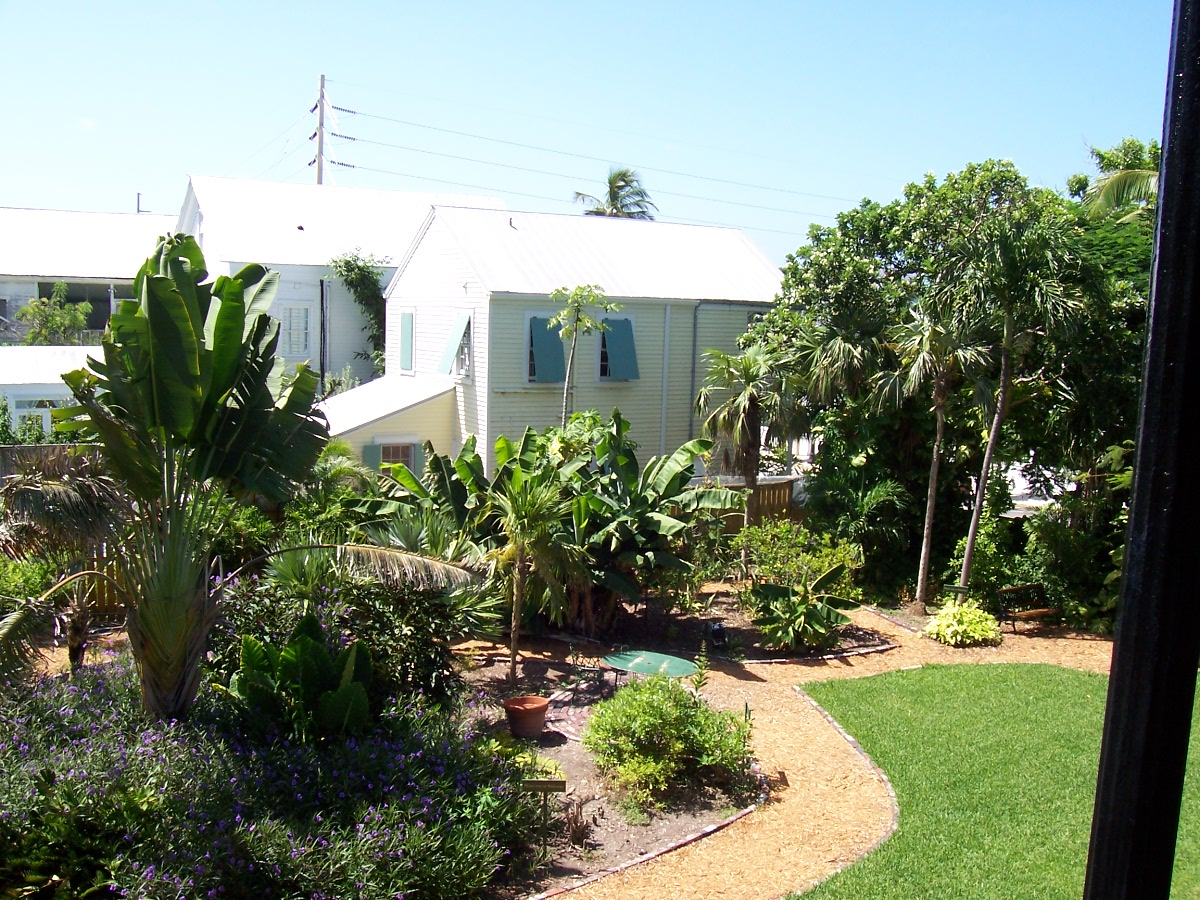
Дом Э.Хемингуэя
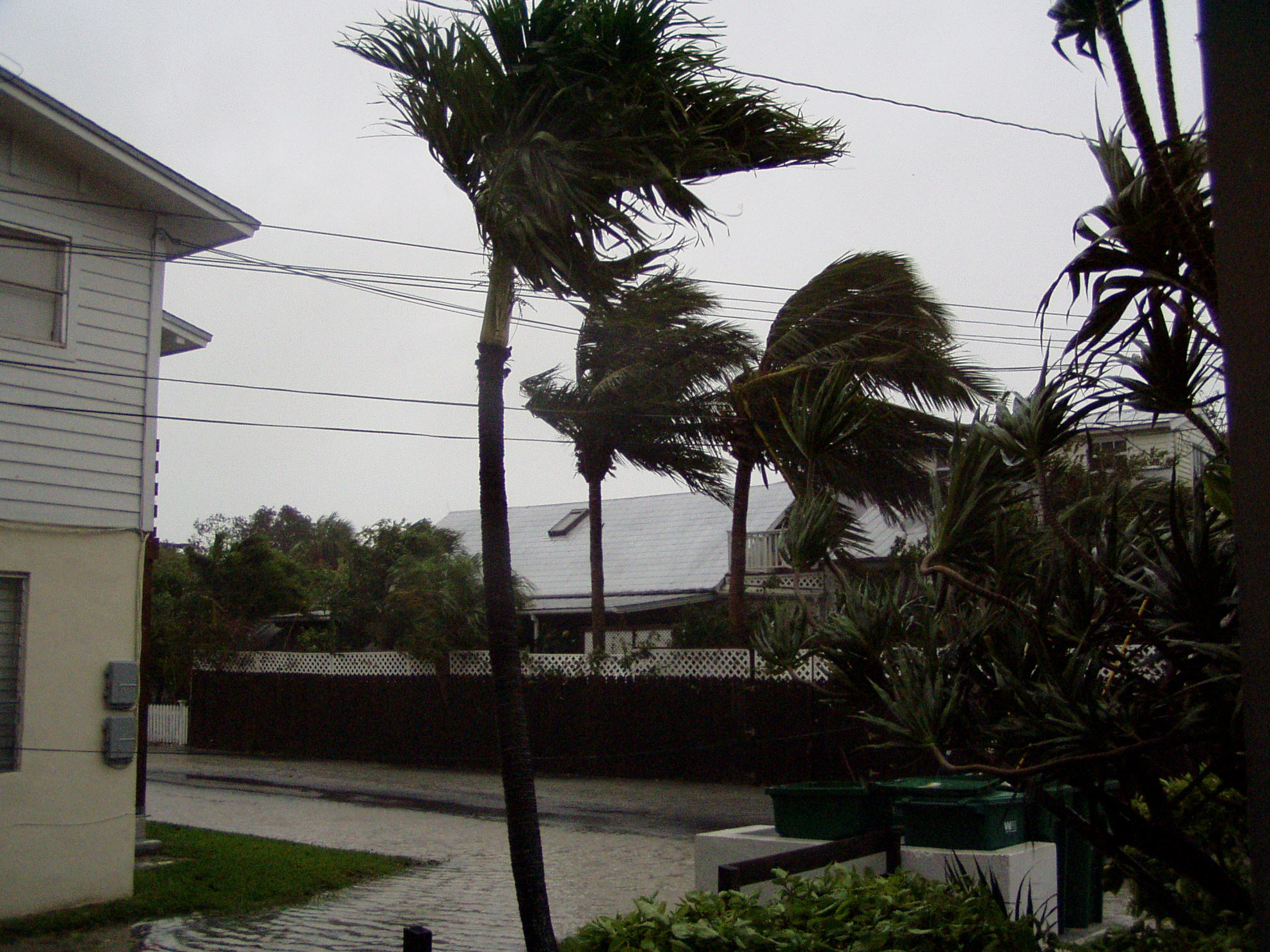
Ураган Вилма в Ки-Уэсте
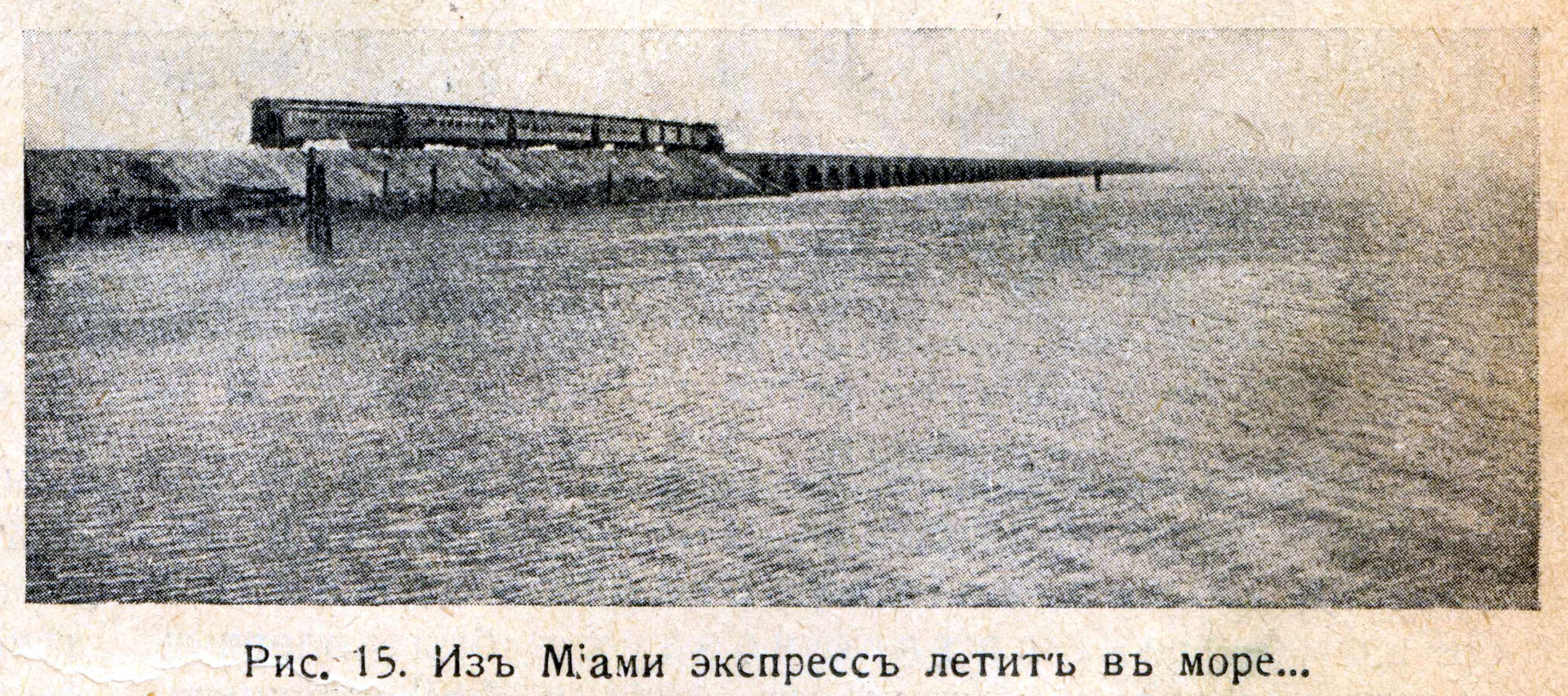
Экспресс из Майами, 1915
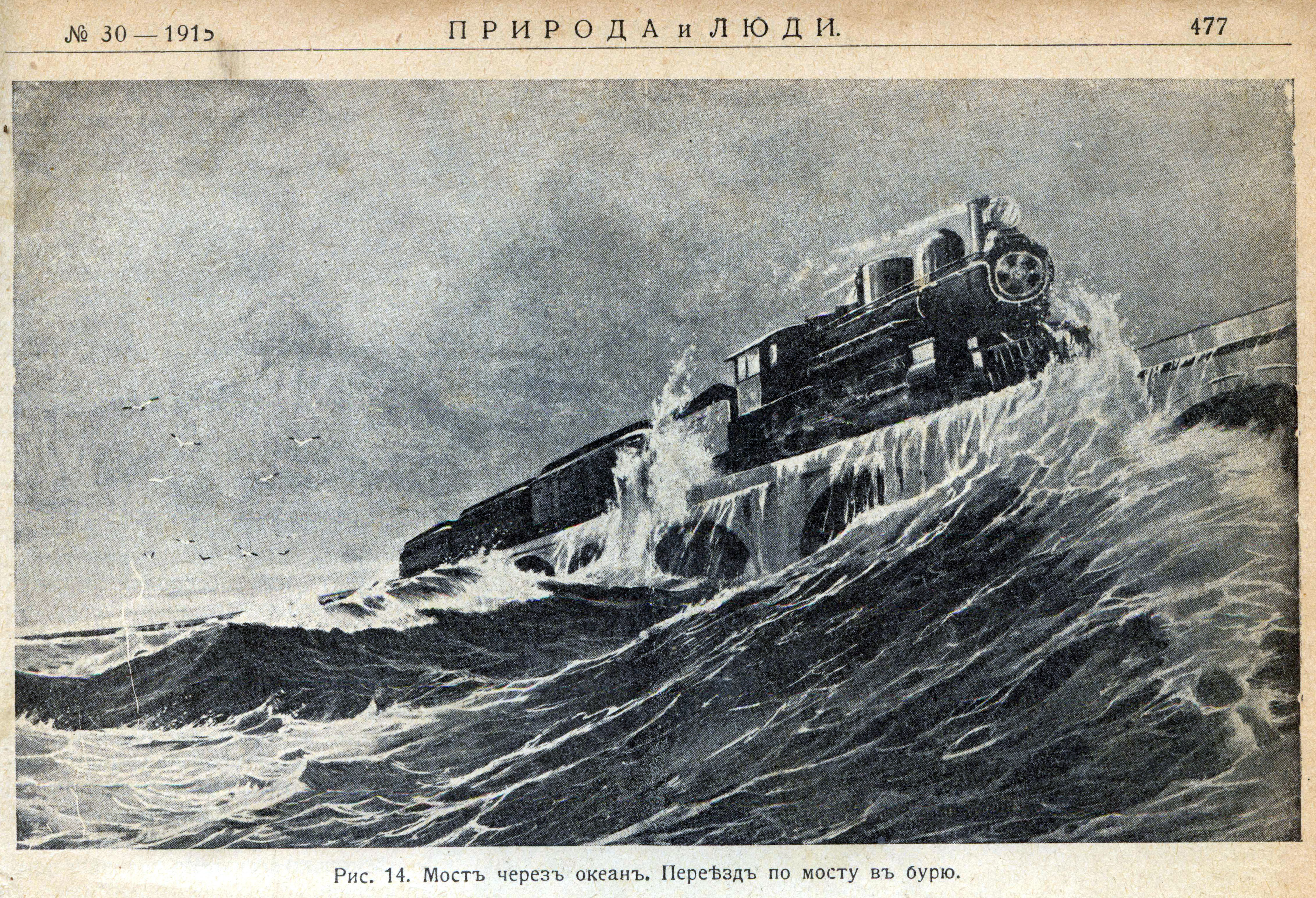
Экспресс из Майами в шторм, 1915
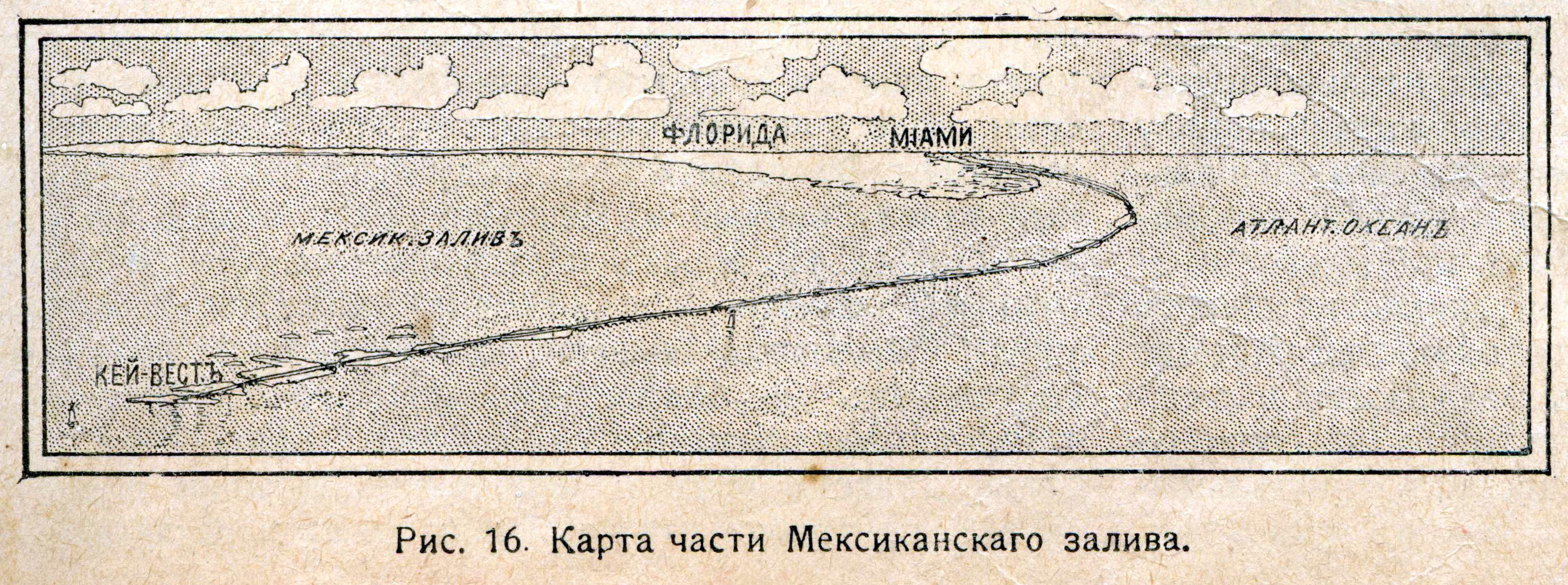
Карта с железнодорожной линией на остров